# Josef Walz
Josef Walz (* 21. Dezember 1934 in Küllstedt; † 18. August 2016 in Wernigerode) war ein deutscher Kunsthistoriker und Museumsleiter im Schloss Wernigerode.

## Leben und Wirken
Walz war Diplom-Philosoph und Kunsthistoriker. Er studierte von 1960 bis 1965 am Institut für Kunstgeschichte der Karl-Marx-Universität Leipzig und war ab 1965 im Feudalmuseum Schloss Wernigerode tätig, wo er stellvertretender Direktor und Leiter der Abteilung Wissenschaft war. Bekannt wurde er vor allem durch Veröffentlichungen zum Schloss Wernigerode und zum Kloster Ilsenburg sowie durch den Kunst-Reiseführer Der Harz.

## Schriften (Auswahl)
- Der Harz – Kunst-Reiseführer. DuMont, Köln 1993.
- Stadt und Schloß Wernigerode auf Gemälden und Grafiken im Feudalmuseum Schloß Wernigerode. Wernigerode 1989.
- Feudalmuseum Schloss Wernigerode. 8., neugefasste Aufl., Feudalmuseum Schloß Wernigerode. Tourist-Verlag, Berlin, Leipzig 1979.
- Das Kloster zu Ilsenburg. Ilsenburg 1978.
- Von der Burg Wernigerode zum Repräsentationsschloß. Feudalmuseum Schloß Wernigerode. Wernigerode 1974, 2. Auflage.
- (gemeinsam mit Karl Üblacker und Doris Derdey): Feudalmuseum Schloss Wernigerode. Kleiner Führer durch das Museum. Brockhaus, Wernigerode 1969.
- Von der Burg Wernigerode zum Repräsentationsschloß. Wernigerode 1968.
- Das Kloster zu Ilsenburg. Ilsenburg 1966.